# Oliver Building
Le Oliver Building est un gratte-ciel d'Architecture néo-classique de 106 mètres de hauteur construit à Pittsburgh en Pennsylvanie aux États-Unis de 1908 à 1910.
L'architecte est l'agence D.H. Burnham & Company.
À son achèvement, l'Oliver Building était le plus haut immeuble de Pittsburgh et le resta jusqu'au années 1920.